# Sikait
Sikait ou Sikit (arabe: سكيت, Sikait/Sikīt), est un des sites archéologiques du complexe des mines d'émeraude des Mons Smaragdus dans le désert arabique. Il est situé à l'intérieur du Parc national Wadi el-Gemal (en).
À environ quatre-vingts kilomètres au sud-ouest de Marsa Alam et à cent kilomètres au nord-ouest de la ville portuaire de Bérénice sur la mer Rouge, Sikait  est la zone minière la plus importante des Mons Smaragdus. Elle était la seule zone d'extraction d'émeraudes exploitée à grande échelle sous l'Empire romain. Elle est connue pour sa taille et ses temples troglodytiques.
Sikait est le toponyme moderne du site, il était autrefois connu sous le nom de  Senskis / Senskeitis, Σενσκις / Σενσκείτης.

## Histoire
L'exploitation des mines d'émeraude et de béryl a probablement débuté à l'époque ptolémaïque, et s'est considérablement développée sous la domination romaine pour se poursuivre à une échelle plus réduite durant la période islamique jusqu'au XIVe siècle.
Sikait est mentionné dans des inscriptions du début de l'époque romaine : stèle dans la carrière de Wadi Umm Wikala datée de 11 après J.-C., texte gravé sur le temple de Sérapis à Bérénice désignant cette région minière comme « le pays de la pierre verte ».
Les mines de Sikait et des Mons Samaragdus (dénommés Smaragdos à l'époque) sont citées par de nombreux auteurs anciens : 
- Strabon (63 av. J.-C. – 24), Geographica livre XVII ;
- Pline l'Ancien (23–79), Naturalis Historia, livre 37 ;
- Ptolémée (100–168), Geographia ;
- Épiphane de Salamine (315–403) ;
- Olympiodorus de Thèbes (380–425), Histoire de l'Empire romain (il y évoque la demande qu'il fit au roi des Blemmyes pour visiter les mines qui étaient alors sous leur contrôle[4]) ;
- Cosmas Indicopleustès (? - 550), Topographie chrétienne, livre XI.

Les Blemmyes auraient pris le contrôle des mines vers le IVe siècle. Elles continuèrent à être exploitées durant la période islamique mais furent progressivement abandonnées à la suite de la découverte de mines d'émeraudes en Colombie.
La mine a été redécouverte en 1816 par le minéralogiste et explorateur français Frédéric Cailliaud. Il dirigeait une expédition au service du wali d'Égypte, Méhémet Ali, pour localiser les anciennes mines de soufre dans le désert oriental. Il trouva les anciennes mines épuisées, mais sa connaissance de la littérature ancienne le conduisit au djebel de Zabarah, le légendaire Mons Smaragdus des textes classiques où il découvrit les ruines de villes anciennes et des mines d'émeraudes.

## Exploitation durant l'antiquité

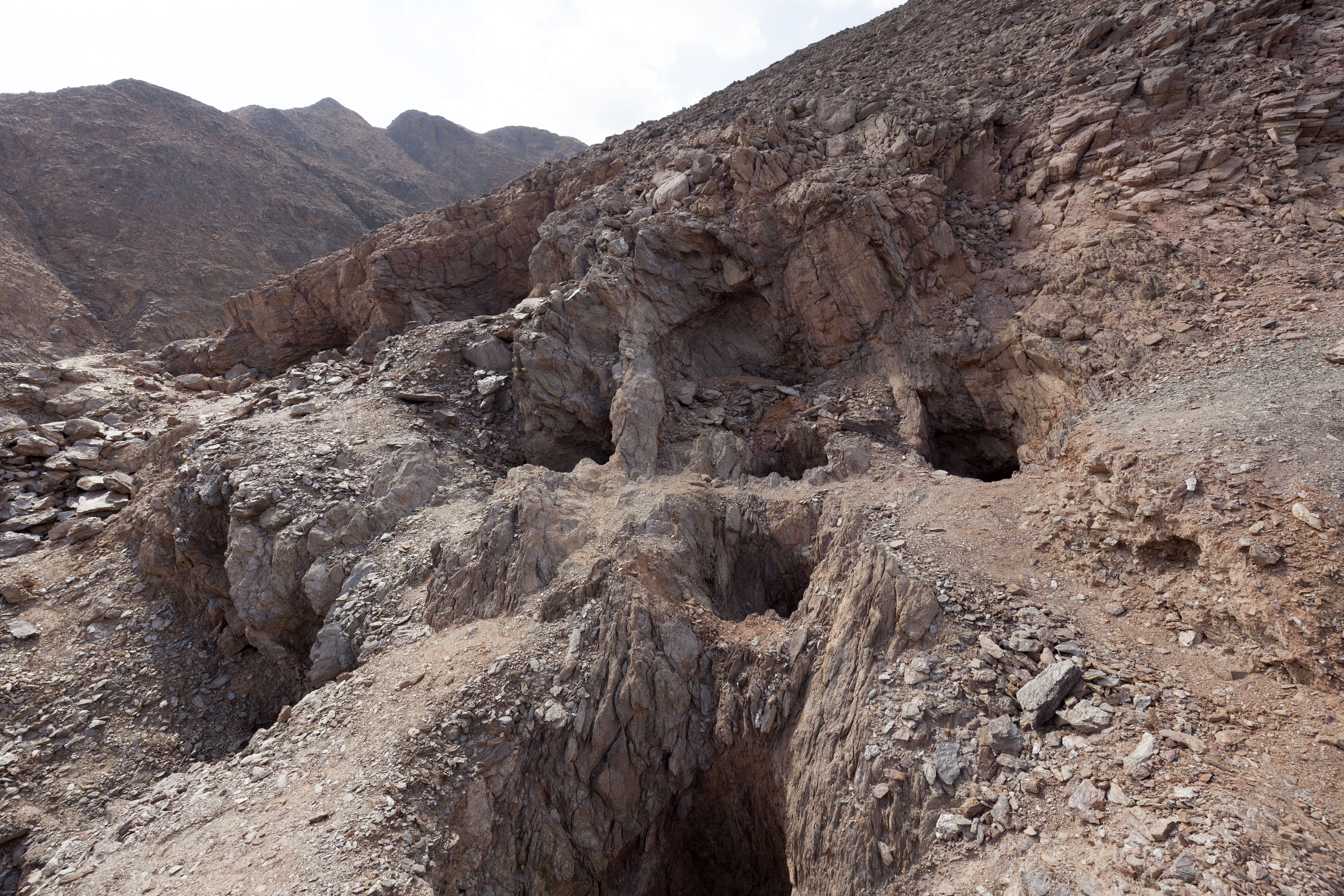
Puits dans les mines d'émeraude près de Sikait.

Plus de trois-cents chantiers miniers ont été repérés le long des versants du Ouadi Sikait, dans une quinzaine de zones, sur une superficie de 210 000 m2. Les mines étaient creusées dans un schiste à actinolite et biotite (phlogopite), en suivant les veines de quartz/pegmatite. Il s'agissait de chantiers à ciel ouvert, divisés en bancs distribués à différents niveaux, et reliés par un système de rampes. Lorsqu'un filon intéressant était détecté, les travaux se poursuivaient perpendiculairement à la pente par une tranchée, ou sous terre, par des puits, des galeries et d'étroits tunnels parfois interconnectés entre eux. Des niches étaient creusées à intervalles réguliers le long des tunnels, pour accueillir des lampes à huile, permettant d'assurer ainsi l'éclairage intérieur. Les marques détectables dans les chantiers miniers évoquent l'utilisation de burins à bords plats, d'une largeur de dix à trente millimètres et d'une longueur allant jusqu'à trente centimètres. Plus rarement, des marques en forme de V auraient pu être laissées par des pics pointus. Les minéraux extraits étaient retravaillés à l'extérieur de la mine soit à proximité immédiate, soit dans des bâtiments servant également au stockage. Les beryls ou émeraudes n'étaient pas facettées mais polis probablement avec de la pierre d'émeri. Les bijoux romains n'utilisaient que les prismes naturels, sertis dans des montures métalliques ou percés et enfilés comme des perles. 

## Fouilles archéologiques
L'extraction d'émeraudes à Sikait, déjà documentée au XIXe siècle, a fait l'objet de plusieurs campagnes archéologiques :
- fouilles archéologiques de 2001 à 2003 par une équipe de l'université du Delaware sous la direction de Steven Sidebotham[4] ;
- fouilles archéologiques de 2018 à 2022 par l'université autonome de Barcelone en collaboration avec le Centre polonais d'archéologie méditerranéenne de l'université de Varsovie[13].

### Ville minière

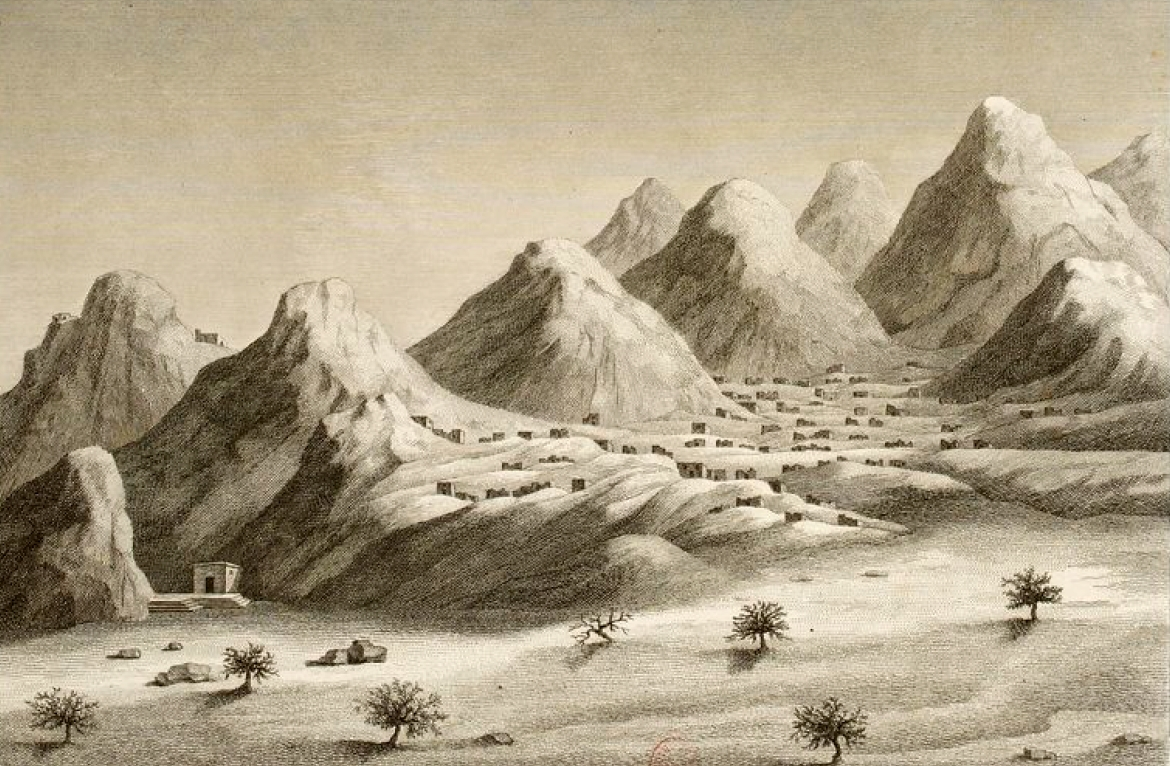
Village minier de Sikait tel que l'a découvert Frédéric Cailliaud en 1817.

La ville minière a été construite en hauteur sur les deux versants de l'oued, sa position élevée permettait de se protéger des  éventuelles crues hivernales. L'agglomération possédait plusieurs centaines de constructions en pierre locale sur des terrasses reliées entre elles par des escaliers.  
Plusieurs temples et deux constructions imposantes ont retenu l'attention des archéologues. Ces deux derniers bâtiments ont été dénommés « complexe administratif » et « complexe à six fenêtres ». Ils étaient tous deux composés d'un bâtiment central à plusieurs pièces flanqué d'annexes plus petites. Ils ont été daté d'une période allant du IVe au VIe siècle, ce qui correspond à l'occupation des lieux par les Blemmyes. Leur fonction est difficile à déterminer : probablement des espaces résidentiels associés à des espaces de stockage au vu du nombre important de débris de beryl présents dans certaines pièces. 

### Grand temple
Le grand temple a été creusé dans le roc (hémispéos) probablement au début de la période romaine. Son entrée est flanquée de deux murs ; il comprend trois salles, la première salle, la plus grande, comporte deux colonnes massives, la salle suivante est divisée en trois parties de même que la salle la plus profonde qui contient les autels. Ce temple aurait été utilisé jusqu'à une période romaine tardive. Compte tenu des risques d'éboulement, l'intérieur du temple n'avait pas été fouillé durant la campagne de fouilles en 2021.  
Deux chapelles également creusées dans le roc sont disposées de part et d'autre du grand temple. L'entrée de la chapelle sud encadrée de deux colonnes dispose d'un fronton orné d'un disque solaire entouré de deux serpents. La salle de cette chapelle est de petite dimension (1,43 × 2,68 m), un autel a été taillé dans le mur du fond. 
Les archéologues découvrirent également une grotte à fonction rituelle au-dessus du grand temple. 

### Petit temple
Comme le grand temple, le petit temple est  un Hémispéos, son entrée comporte trois terrasses descendant graduellement vers le ouadi. Trois portes encadrées de colonnes donnaient accès à l'intérieur du temple. Le fronton de chaque porte portait un soleil entouré de deux serpents. Le fronton de la porte nord comporte une inscription mentionnant le creusement de plusieurs puits par un dénommé Polyphantos sous le règne de l'empereur Gallien (253–268) ainsi que la dédicace du temple à Apollon, Sarapis et Isis de Senskis (inscription traduite par Bernand). La salle centrale du temple (4,5 × 2,8 m) est entièrement dans le rocher, elle comporte un autel central et une quinzaine de niches creusées dans les murs. Les archéologues ont défini quatre phases d'utilisation du temple de la période romaine à l'antiquité tardive. La création du temple remonte au IIIe siècle (cf inscription) ; des restes de poteries permettent de définir une deuxième phase d'occupation correspondant à la période durant laquelle les Blemmyes contrôlaient le site. Durant une troisième phase (IVe et Ve siècles), deux salles furent adjointes de part et d'autre de l'entrée du temple, elles servirent probablement au stockage ou au travail du beryl. La dernière phase d'occupation datable correspond à la période ommeyade (VIIe et VIIIe siècles), comme en témoigne la découverte de poteries islamiques. 